# 久保田正次
久保田 正次（くぼた まさつぐ、1880年 - 1949年7月26日）は、日本の英語学者、教育者。立教大学元教授、立教大学野球部元部長。

## 人物・経歴
1880年（明治13年）、東京・佃島出身。1911年（明治44年）、立教大学商学部を卒業。立教大学第1回の卒業生で、同大学文学部出身の小島茂雄（立教大学元文学部長、立教中学校元校長）や高松孝治（立教大学元教授、大学チャプレン）と同級生。
昭和初期に立教大学教授として、経済学部及び予科で英語を教える。1923年から1935年まで雑誌『英語研究』の主筆を務め、英文学を紹介した。
1930年（昭和5年）11月に、立教大学野球部で主力選手による野田健吉監督の排斥運動が起こり、主将の山本貞夫を始め、投手の縄岡修三、2塁手の大内又三郎など、20余名の選手が袖を連ねて脱退したことから、野球部は休止状態となる。最終的に富田彬部長と野田監督が辞任し、1931年（昭和6年）に久保田が新部長に就任することで事態が収拾することとなった。
久保田が部長に就任する以前の1929年（昭和4年）に立教大学野球部新合宿所が東長崎に竣工しており、これまで単に立教大学野球部合宿所と呼ばれていたが、部長となった久保田は『智徳寮』と命名する。
久保田が部長に就任した年の1931年（昭和6年）の秋季リーグで、野球部は初優勝を遂げる。翌年、野球部は約3か月間の米国遠征を行うが、久保田は体育主事であったジョージ・マーシャル（立教大学教授）とともに選手たちを引率し、遠征に参加した。
1935年（昭和10年）には『立教大学野球部史』を編纂した。
1940年（昭和15年）にはクラブチームR.C.C.を母体として立教大学軟式野球部（現・準硬式野球部）が発足すると、部長に就きを硬式の野球部長と兼務している。
その後も長きにわたり野球部長を務めたが、1949年（昭和24年）7月26日に委縮腎のため死去した。